# Litewska okupacja Wileńszczyzny
Litewska okupacja Wileńszczyzny – okres rządów administracji litewskiej na części Wileńszczyzny, trwający od przejęcia miasta od okupacyjnej administracji sowieckiej 27 października 1939 do okupacji całej Litwy wraz z Wileńszczyzną 15 czerwca 1940 roku.
Z określeniem tego okresu jako okupacji nie zgadza się Litwa.

## Zajęcie Wileńszczyzny przez wojska litewskie

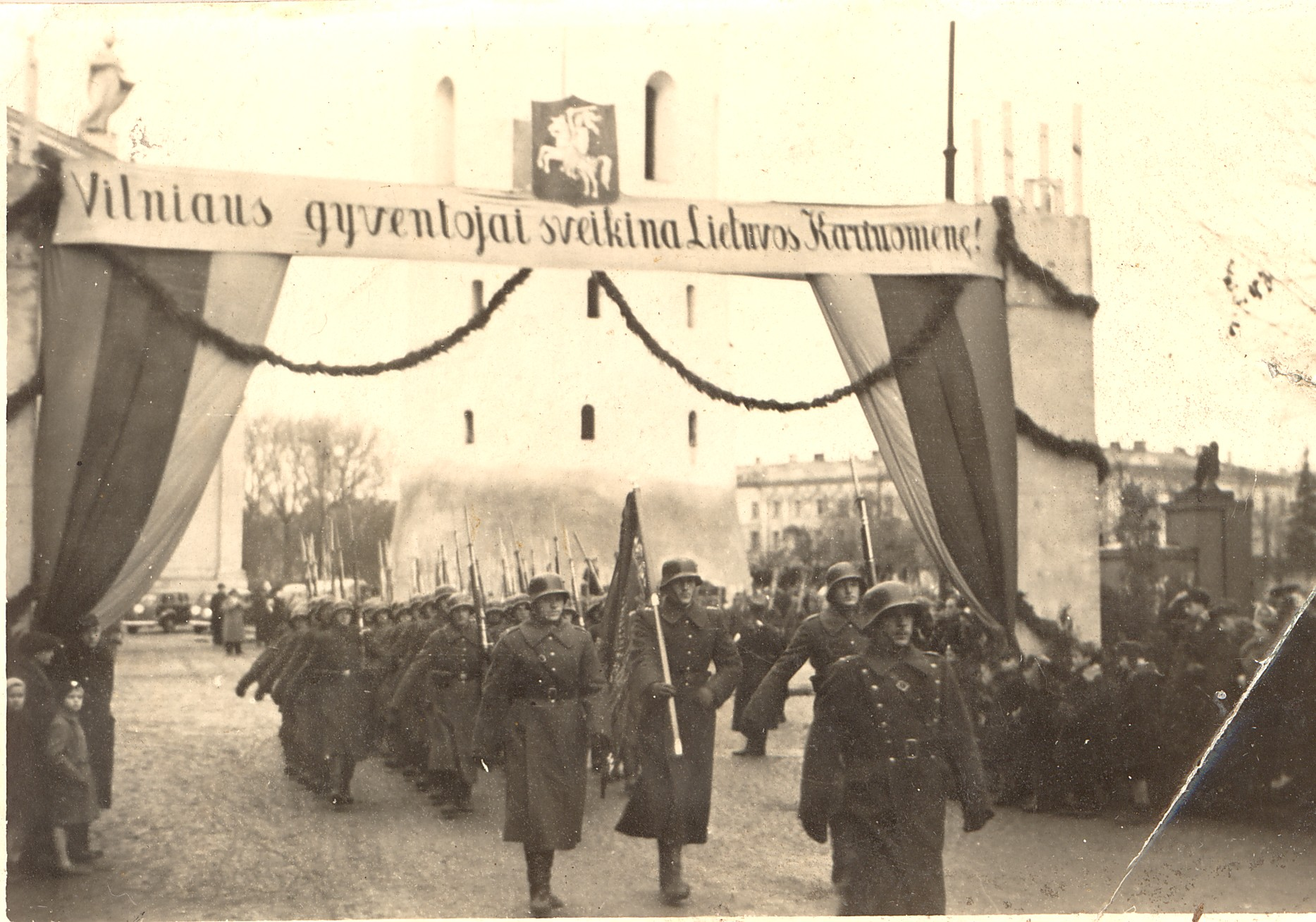
Wkroczenie Armii Litewskiej do Wilna w 1939 roku

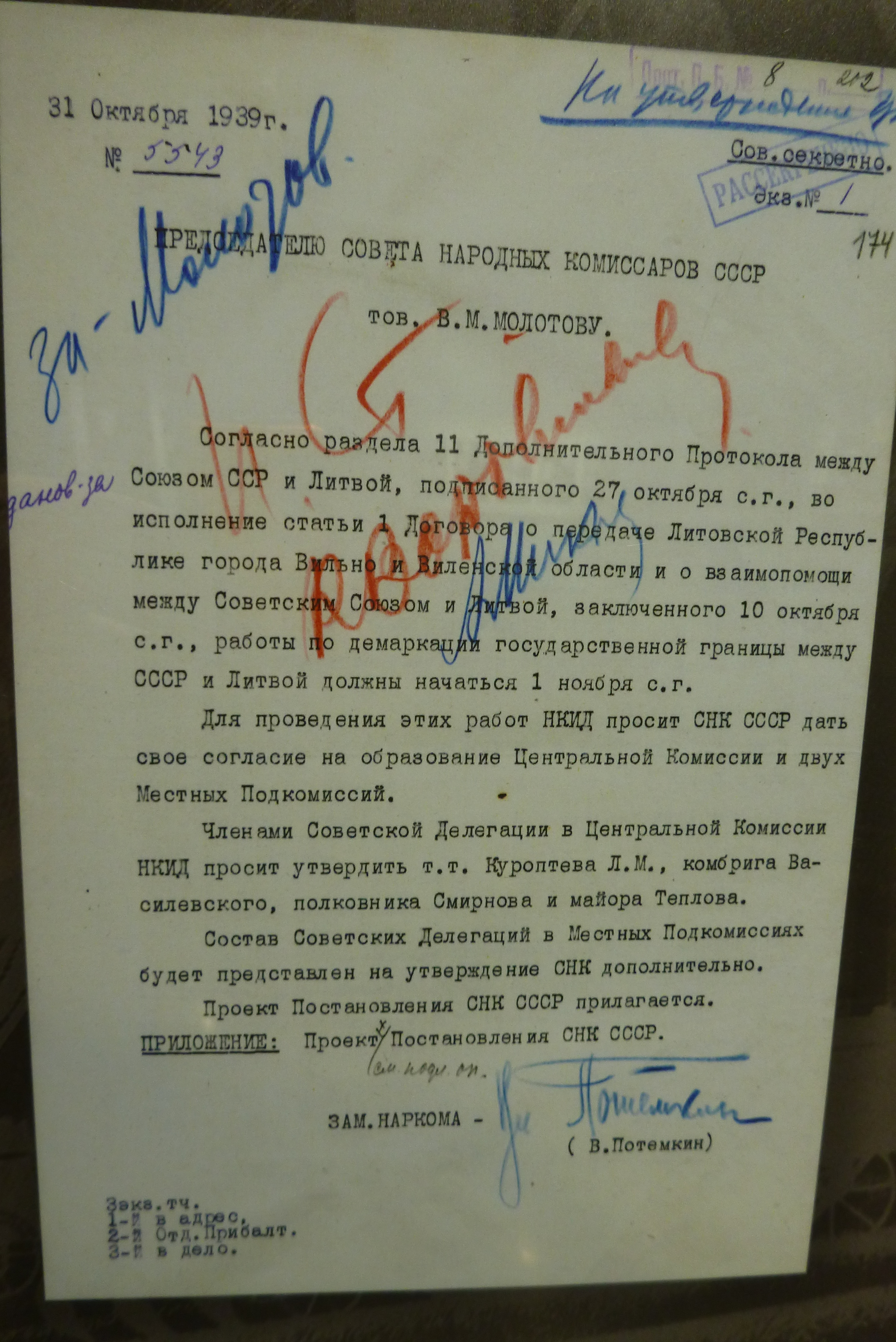
Memorandum Władimira Potiomkina do Wiaczesława Mołotowa w sprawie powołania komisji do wytyczenia granicy państwowej między Litwą a sowiecką zachodnią Białorusią (po przekazaniu Wileńszczyzny Litwie). 31 października 1939 r.

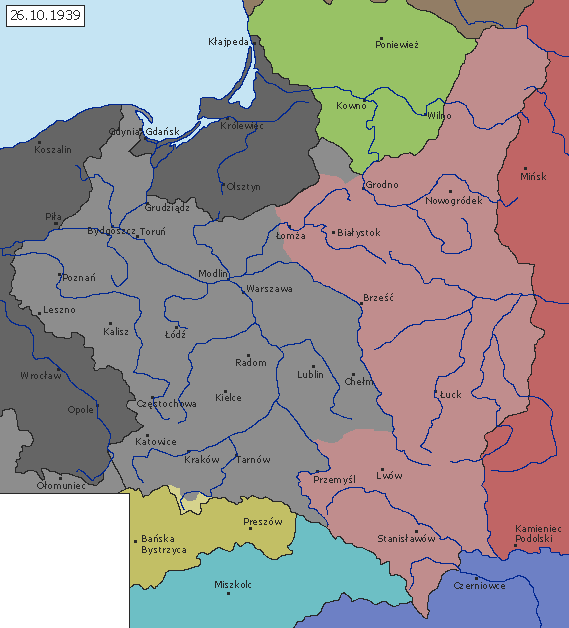
Podział ziem Polski przez okupantów - stan na dzień 26.10.1939

Po inwazji niemieckiej na Polskę 1 września 1939 roku, Litwa znalazła się pod naciskiem dyplomacji niemieckiej, która zachęcała Litwinów do wkroczenia do Wilna. Mimo popularności tej idei wśród społeczeństwa litewskiego, rząd litewski odrzucał niemieckie propozycje. Presja niemiecka ustała 16 września. Dzień później ZSRR rozpoczął agresję na Polskę a granice przekroczyła Armia Czerwona, która w nocy z 18 na 19 września, po walkach z broniącymi miasta oddziałami Wojska Polskiego, okupowała Wilno. Wilno stało się nieoficjalną stolicą Zachodniej Białorusi, rozpoczął się krótki okres białorutenizacji regionu, który w mniemaniu komunistów białoruskich miał zostać wkrótce włączony do Białorusi sowieckiej.
19 września poseł litewski w Moskwie Ladas Natkevičius upomniał się o prawa Litwy do Wilna. Po ustaleniu nowej granicy niemiecko-sowieckiej 28 września, Sowieci zaprosili Litwinów do rozmów. Negocjacje trwały od 3 do 10 października. Rezultatem rozmów był „Traktat o pomocy wzajemnej i przekazaniu Wilna i Wileńszczyzny Litwie”, na mocy którego w zamian za Wileńszczyznę Litwa zgodziła się na powstanie sowieckich baz wojskowych na swoim terytorium. Traktat został ratyfikowany przez Sejm litewski 14 października. Litewscy dyplomaci nie mieli wątpliwości, że obecność wojsk sowieckich oznacza przygotowanie do aneksji. W czasie negocjacji Sowieci grozili możliwością przyłączenia Wilna do Białorusi Sowieckiej, a nawet możliwością odtworzenia Litewsko-Białoruskiej SRR. Ponadto Litwa otrzymała jedynie fragment terytorium, które w myśl litewsko-sowieckiego traktatu pokojowego z 12 lipca 1920 roku zostało przez Rosję sowiecką uznane za część Litwy. W skład Litwy weszła większość powiatu wileńsko-trockiego z Wilnem, połowa powiatu święciańskiego, oraz fragmenty powiatów grodzieńskiego, lidzkiego, oszmiańskiego i brasławskiego. Na terenie zajętej Wileńszczyzny pozostały wojska sowieckie, rozlokowane w Nowej Wilejce, Gajżunach, Prenach i Olicie.
Polski poseł w Kownie Franciszek Charwat złożył notę protestacyjną w imieniu rządu polskiego. Strona litewska odpowiedziała, że Wileńszczyzna była i jest nierozerwalną częścią Litwy, którą Polska okupowała od 1920 roku. W odpowiedzi Charwat opuścił Litwę, zrywając tym samym stosunki polsko-litewskie. Michał Römer (Mykolas Römeris), litewski specjalista od prawa międzynarodowego i rektor Uniwersytetu Kowieńskiego twierdził, że Litwa nie naruszyła suwerenności Polski, ponieważ przejęła swoją stolicę w sposób pokojowy, od państwa, pod którego zarządem ona się chwilowo znajdowała. Argumentował, że z litewskiego punktu widzenia Polska nigdy nie nabyła prawa do posiadania Wilna, wobec tego Litwa zachowała neutralność w stosunku do Polski.
Społeczeństwo Litwy z reguły przyjęło wieść o przyłączeniu Wilna z entuzjazmem, na ulicach Kowna doszło do masowych demonstracji. Lewicowo nastawiony dziennikarz Justas Paleckis wystąpił z dziękczynną przemową w stosunku do Związku Sowieckiego, w której domagał się wolności dla więźniów politycznych i ustąpienia prezydenta Smetony; został za to zesłany do obozu pracy przymusowej. Jednak większość lepiej zorientowanej politycznie inteligencji litewskiej zdawała sobie sprawę, że jest to jedynie wstęp do zajęcia Litwy przez wojska sowieckie.
Oficjalna propaganda na rzecz odzyskania Wilna przez cały okres międzywojenny budowała obraz Wileńszczyzny jako kraju cierpiącego biedę i zacofanie pod polskimi rządami; wrażenie to potęgowały trwające działania wojenne. W związku z tym na Litwie pojawiły się inicjatywy mające na celu przesłanie pomocy humanitarnej na Wileńszczyznę i wzywała do tego oficjalna odezwa wydana 13 października. Dyrektor Teatru Państwowego w Kownie Antanas Juška stanął na czele Komitetu Pomocy dla Kraju Wileńskiego.
19 października rozwiązana została sowiecka Gwardia Robotnicza. Już 22 października na budynkach w Wilnie pojawiały się litewskie flagi, do miasta przybyli również pierwsi litewscy urzędnicy, którzy rozpoczęli formowanie litewskiej milicji. Miasto opuszczały jednostki sowieckie, dokonując rabunku. Ponadto ok. 3 tys. żydowskich mieszkańców miasta uzyskało zgodę na wyjazd w głąb ZSRR – głównie były to osoby zaangażowane wcześniej w tworzenie zrębów władzy sowieckiej.

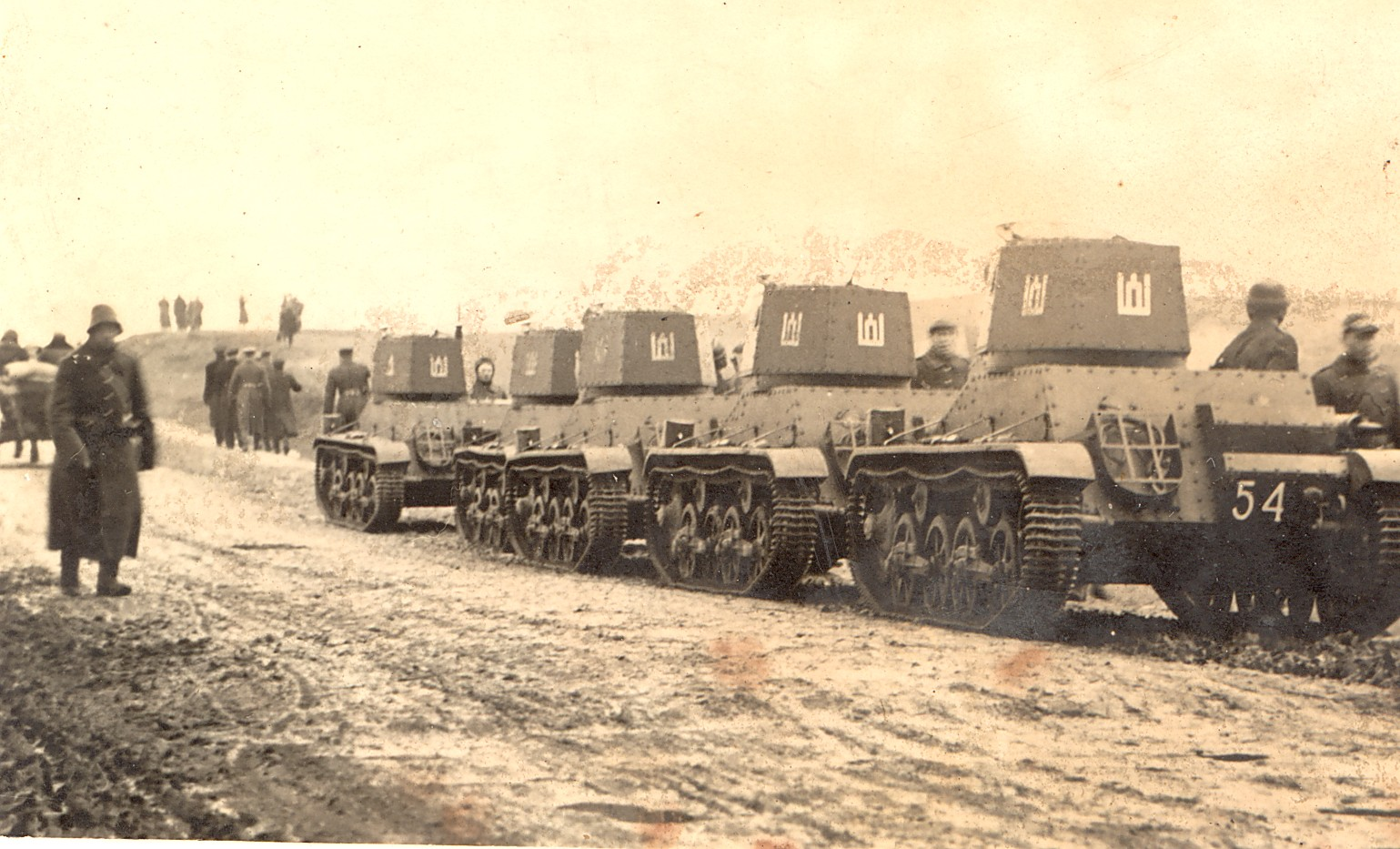
Litewskie czołgi lekkie Vickers M1936 w drodze do Wilna

Wojska litewskie przekroczyły granicę polsko-litewską w kilku miejscach. Główna trasa marszu prowadziła z Kowna przez przejście graniczne w Zawiasach, gdzie uroczyście przepiłowano szlaban i spalono wiechy graniczne. 28 października jednostki armii litewskiej, dowodzone przez Vincasa Vitkauskasa, wkroczyły do Wilna. Wkraczające wojska zostały powitane przez delegacje wileńskich Litwinów, Białorusinów, Tatarów, Żydów oraz polskich krajowców. Defilada w mieście została zarejestrowana na kolorowej taśmie filmowej. Z Litwy kowieńskiej sprowadzono ochotników, którzy tworzyli tłum wiwatujący na cześć armii litewskiej.
Polscy mieszkańcy miasta powitali litewskie wojsko z obojętnością, a czasem z zainteresowaniem. Ogólne poczucie było takie, że panowanie litewskie w Wilnie będzie krótkotrwałe. Dominowało również poczucie ulgi z zakończenia brutalnej okupacji sowieckiej, w czasie której aresztowano i wywieziono 348 osób, wśród nich przywódców politycznych i profesorów uniwersyteckich. Arcybiskup Romuald Jałbrzykowski odmówił powitania wojsk litewskich biciem w dzwony, a w czasie kazania nazwał Litwinów kolejnymi okupantami. Już nazajutrz zorganizowana została polska manifestacja patriotyczna, w której brało ok. 700-800 osób, została ona rozpędzona przez policję.

## Demografia regionu
Faktyczna demografia regionu, a przede wszystkim podział etniczny, jest trudna do określenia. Głównie dlatego, że obszar zajęty przez Litwę szedł w poprzek polskiego podziału administracyjnego, wobec tego polskie dane statystyczne pochodzące ze spisu ludności z 1931 roku nie mogą być bezpośrednią podstawą dokonania szacunków. Bez wątpienia ludność polska dominowała w Wilnie i jego okolicach, a ludność litewska znajdowała się w mniejszości, zgrupowana była w południowo-zachodnim skrawku powiatu wileńsko-trockiego oraz w na obrzeżach powiatu święciańskiego. Tereny przedwojennej Polski, gdzie koncentracja ludności litewskiej była największa, znalazły się poza administracją litewską.
W samym Wilnie liczba Litwinów wahała się między 1,4 a 7 tys. Liczba ta, na skutek imigracji z Kowieńszczyzny, wzrosła do 30–40 tys. Przeprowadzenie dokładnych szacunków uniemożliwiają również przesunięcia ludności związane z działaniami wojennymi; w samym Wilnie pod koniec października 1939 roku znajdowało się 18–20 tys. uchodźców, z czego połowę stanowili Żydzi.
Dwóch badaczy litewskich Leonas Sabaliunas i Regina Žepkaitė dokonało własnych, znacznie różniących się między sobą, szacunków demografii obszaru zajętego przez Litwę.
|             | Leonas Sabaliunas | Leonas Sabaliunas | Regina Žepkaitė | Regina Žepkaitė |
| ----------- | ----------------- | ----------------- | --------------- | --------------- |
| Polacy      | 321,7 tys.        | 59%               | 180 tys.        | 39,37%          |
| Żydzi       | 107,6 tys.        | 19,5%             | 156 tys.        | 34,16%          |
| Białorusini | 75,2 tys.         | 13,7%             | –               | –               |
| Litwini     | 31,3 tys.         | 5,7%              | 88 tys.         | 19,23%          |
| Inni        | 13,2 tys.         | 2%                | 33 tys.         | 7,24%           |
| Łącznie     | 549 tys.          |                   | 457 tys.        |                 |

## Gospodarka regionu
Wileńszczyzna została dość mocno dotknięta działaniami wojennymi i miesięczną okupacją sowiecką. W mieście znajdowało się dużo uchodźców z innych regionów Polski, rosło bezrobocie, problemem były również rosnące ceny żywności. Rząd litewski podjął wysiłek uśmierzenia najważniejszych problemów trapiących region. Jesienią 1939 roku rozpisana została obowiązkowa pożyczka na rzecz Wileńszczyzny, wynosząca 50 milionów litów. Obciążono nią pensje urzędnicze, a także płatników podatku dochodowego. Do końca kwietnia do budżetu wpłynęło z tego tytułu 30,1 mln. litów. Pozwoliło to ustalić budżet miasta Wilna na 28,5 mln. litów, co przewyższało przedwojenny budżet polski; było to mocno podkreślane przez prasę litewską. Dodatkowe środki zostały wykorzystane na inwestycje w infrastrukturę miejską.
Mniej udana była walka z bezrobociem. Na początku grudnia 1939 roku w Wilnie było 8815 osób bezrobotnych, później liczba ta tylko rosła. Spowodowane było to paraliżem przemysłu związanym z utratą rynków zbytu, dotyczyło to w równej mierze całej Litwy, której handel z racji wybuchu wojny uległ zapaści. Przyczyną była również świadoma działalność władzy litewskiej na rzecz zamykania polskich przedsiębiorstw oraz spółdzielni i zastępowanie ich litewskimi.
W mieście zaczęła dominować bieda. Władze oceniały liczbę osób potrzebujących stałego wsparcia na 150 tys., same byłe jednak w stanie zapewnić pomoc dla 25 tys., Czerwony Krzyż zaś dalszym 27 tys. Przy rozdawaniu pomocy władze litewskie stosowały represje, preferując grupy uważane za lojalne. Bardzo niska była pomoc dla rezerwistów Wojska Polskiego. Generalnie pomoc była kierowana przede wszystkim do ludności litewskiej, a następnie do przedstawicieli mniejszości białoruskiej i żydowskiej.
Polityka litewska w stosunku do chłopów była znacznie bardziej przyjazna, starano się ich pozyskać, przede wszystkim poprzez reformę rolną. Miało to również na celu osłabienie polskiego ziemiaństwa. Znacznym ustępstwem było zwolnienie ich z podatku za drugie półrocze 1939 roku. Reforma rolna miała jednak bardzo ograniczony zakres, objętą nią jedynie majątki powyżej 150 ha, których na Wileńszczyźnie nie było wiele (ok. 114), przede wszystkim posiadłości Sołtanów i Tyszkiewiczów. Ogółem areał podlegający reformie wynosił poniżej 20 tys. ha. Wywłaszczenie przebiegało bardzo powoli, w zasadzie objęto nim jedynie obszary leśne. Przy otrzymywaniu ziemi pierwszeństwo mieli pochodzący z Wileńszczyzny ochotnicy armii litewskiej oraz osoby szykanowane za działalność litewską w okresie międzywojennym. Symbolem porażki reformy rolnej było wywłaszczenie 185 ha majątku Andrzejowo, należącego do gen. Lucjana Żeligowskiego. W prasie przedstawiano to jako akt sprawiedliwości dziejowej. W rzeczywistości zaraz po wywłaszczeniu majątek przekazano w dzierżawę szwagrowi Żeligowskiego, żonatemu z jego siostrą Marią Petrasowi Kaziunasowi.

## Przebieg okupacji

### Plany litewskie wobec Wileńszczyzny
Choć władze litewskie traktowały Wilno jako prawowitą stolicę państwa, z obawy przed niepokojami w mieście nie zdecydowały się na natychmiastowe przeniesienie wszystkich urzędów z Kowna. Wileńszczyzna została przekształcona w specjalną jednostkę administracyjną, na której czele stał komisarz rządu litewskiego. Pierwszym z nich został dobrze władający językiem polskim Antanas Merkys, który podejmował decyzje wskazujące na pojednawczy stosunek władz do Polaków (m.in. zgoda na wznowienie wydawania polskiej prasy i powstanie Komitetu Polskiego), jednak jego następca Kazys Bizauskas, był zwolennikiem zaostrzenia polityki wobec Polaków.
Podstawowym celem w okresie przejściowym miała być według rządu litewskiego pełna lituanizacja Wilna, przez co rozumiano pełną dominację Litwinów w życiu politycznym i kulturalnym. Na wstępie odrzucono myśl o nadaniu Wileńszczyźnie statusu autonomicznego, gdyż nie byłoby to zaakceptowane przez opinię publiczną, a także rządy niemiecki i sowiecki. Inteligencja litewska dzieliła się na dwa obozy. Umiarkowane stronnictwo zgrupowane wokół pisma Naujoji Romuva opowiadało się za stopniową lituanizacją, wprowadzaniem szerokiej reformy rolnej, a także tolerancją dla ludności nielitewskiej. Na drugim skrzydle była partia nacjonalistyczna ze swym organem Vairas, która opowiadała się za natychmiastową lituanizacją i wykluczeniem ludności polskiej z życia publicznego. Obie strony podzielały pogląd, że większość mieszkańców Wileńszczyzny to Litwini, którzy utracili swoją świadomość narodową, podlegając polonizacji, ale rasowo należeli do narodu litewskiego. Nawet umiarkowane skrzydło wzywało do oddzielenia od lokalnej polskiej społeczności uchodźców wojennych oraz przybyszów, którzy pojawili się na Wileńszczyźnie po 1920 roku, uznając tych za niemożliwych do zrelituanizowania.
Rządzącemu autorytarnie Litwą Związkowi Narodowców bliżej było do tej drugiej opcji. Co więcej, do objęcia twardego kursu skłaniało przeświadczenie o ostateczności dokonanych zmian granic oraz o tym, że nawet jeśli Polska zostanie po wojnie odbudowana, nie obejmie swym zasięgiem wschodnich obszarów. Kluczowe były również przemiany dokonywane przez Niemców na terenach polskich: zniszczenie jakichkolwiek oznak polskiej autonomii i utworzenie Generalnego Gubernatorstwa; Niemcy wywierały również na Litwę naciski, aby ta objęła twardy kurs przeciwko Polakom.

### Pierwsze dni okupacji

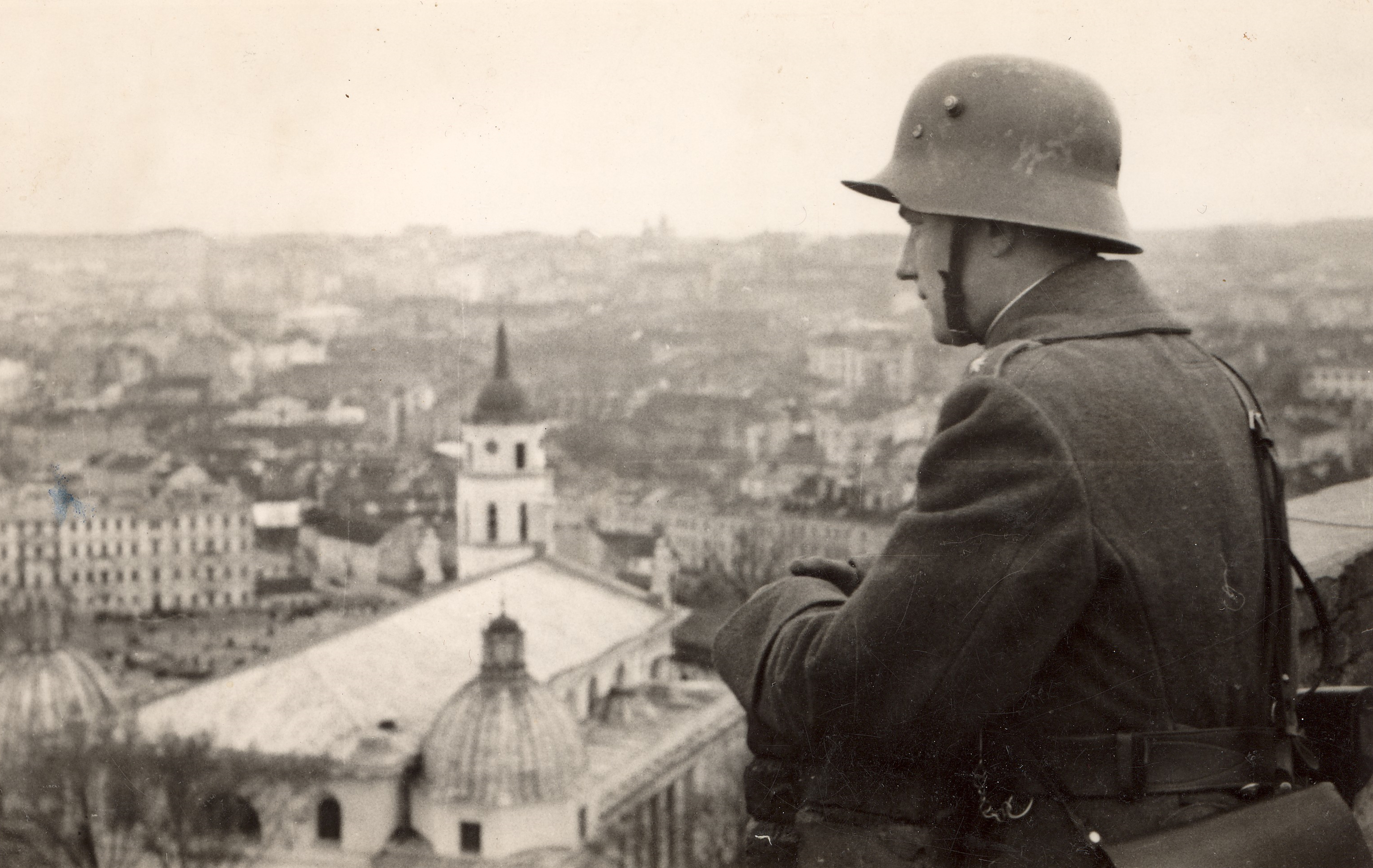
Litewski żołnierz obserwuje zajęte Wilno

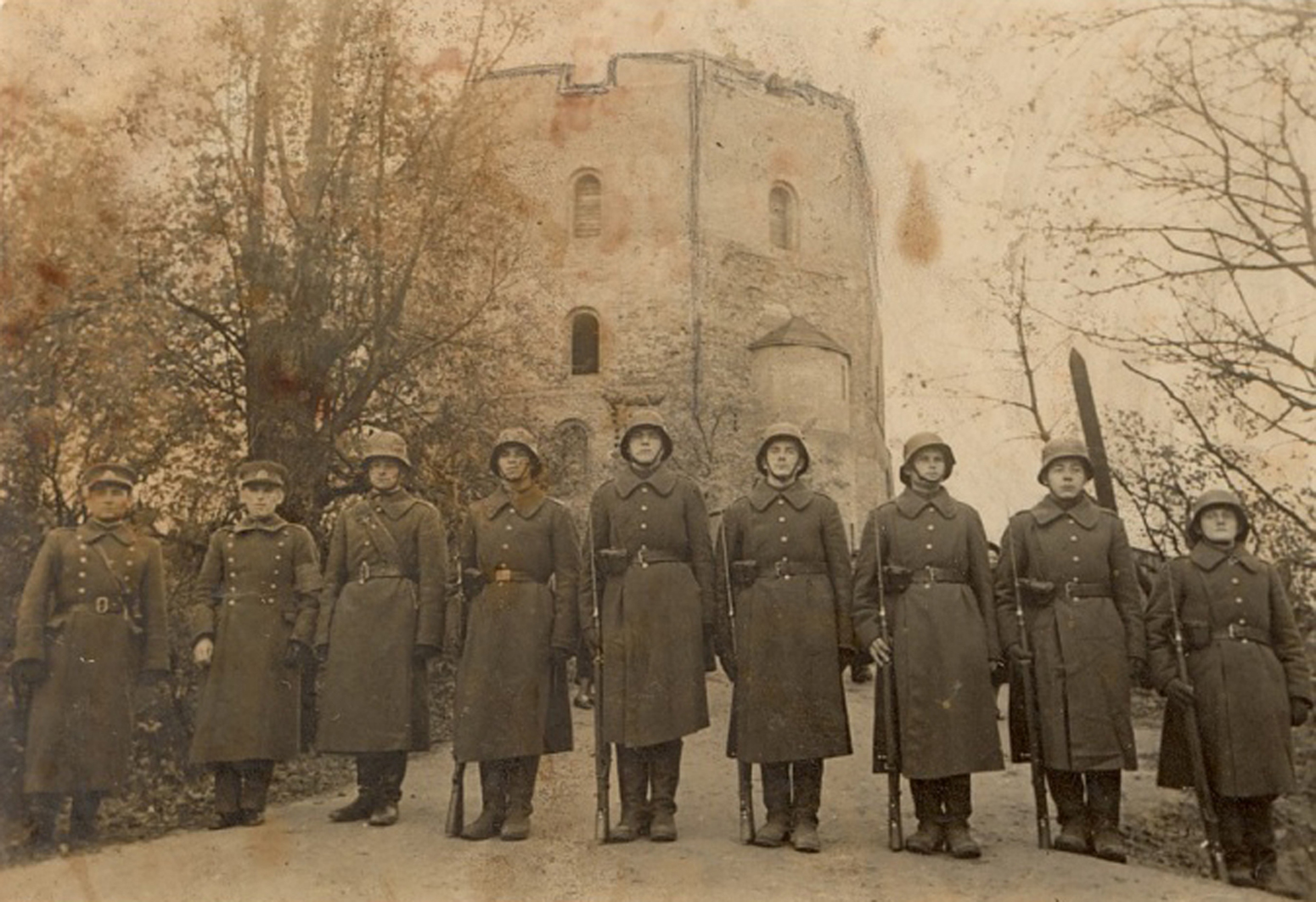
Litewscy żołnierze na zamku Górnym w Wilnie

Jedną z pierwszych decyzji władz litewskich, z 30 października, była przymusowa wymiana polskiej waluty na litewską, po niekorzystnym kursie 5 do 1. Wywołało to dalsze zwyżki cen żywności, co z kolei doprowadziło do kolejnych protestów w mieście, tym razem organizowanych przez środowiska lewicowe. Kolejnego dnia protesty trwały od rana, pojawiły się hasła prosowieckie. Protestującym przeciwstawiły się bojówki endeckie. Sytuacja przerodziła się w pogrom antyżydowski, zakończony dopiero interwencją policji litewskiej i wojska sowieckiego. W czasie pogromu uszkodzono 200 sklepów, domów i mieszkań, ok. 200 osób zostały poturbowane, 22 ciężko.
Kolejnego dnia, w dzień Wszystkich Świętych, doszło do kolejnych demonstracji, oraz do kilkutysięcznej manifestacji na cmentarzu na Rossie. W Dzień Zaduszny doszło do kolejnej, 20-tysięcznej manifestacji Polaków, tym razem legalnej, które jednak również przerodziła się w starcia z policją. Do podobnych manifestacji dochodziło również w innych miejscowościach regionu, m.in. w Nowej Wilejce, Mejszagole i Landwarowie.
Rezultatem manifestacji była decyzja o obniżeniu kursu wymiany waluty do stosunku 2 do 1. Litewska propaganda starała się wykorzystać zajścia antyżydowskie, przedstawiając Polaków jako zaciekłych antysemitów, oraz idąc na ustępstwa stosunku do ludności żydowskiej, m.in. w wileńskim radio wprowadzono audycje w jidysz.

### Odebranie praw obywatelskich ludności polskiej
27 października uchwalono ustawę o obywatelstwie mieszkańców Wilna i obwodu wileńskiego. Ustawa uznawała za cudzoziemców (lit. Svetimšalis), pozbawiając praw obywatelskich, wszystkie osoby które nie były w stanie wykazać, że mając 18 lat mieszkały na terenie Litwy w granicach z 1939 roku w dniu 12 lipca 1920 roku (w dniu podpisania litewsko-sowieckiego traktatu pokojowego) i w dniu 27 października 1939 roku. Problem z ustawą polegał na tym, że dotyczyła ona dwóch konkretnych dat, a z racji tego, że obie przypadały na okres działań wojennych, wiele osób nie było w stanie przedstawić odpowiednich dowodów. Ustawa przewidywała ułatwienia w drodze do nabycia obywatelstwa dla osób, które nie spełniały tych warunków, ale przyznawały się do narodowości litewskiej lub były zasłużone dla Litwy.
Proces nadawania obywatelstwa rozpoczął się w 30 listopada 1939 roku. Cudzoziemcom ograniczono swobodę poruszania się po kraju (miejscowość zamieszkania mogły opuścić jedynie na 7 dni za zgodą komisariatu policji), odebrano prawo do pracy najemnej, z wyjątkiem pracy na roli, przynależności do organizacji społecznych, prowadzenia praktyki lekarskiej lub adwokackiej, prowadzenia aptek, księgarń lub wydawnictw, pracy w urzędach, posiadania nieruchomości, a także rozmów w miejscach publicznych. Dotkliwym ograniczeniem było uniemożliwienie sprowadzenia do Wilna krewnych, którzy znaleźli się pod okupacją niemiecką. Władze litewskie odmówiły również cudzoziemcom wypłaty rent, emerytur i zapomóg, mimo przejęcia ogromnego majątku zgromadzonego przez polskie Zakłady Ubezpieczeń. Ograniczenia ta miały na celu skłonienie Polaków do opuszczenia Wileńszczyzny lub zadeklarowania narodowości litewskiej.
Na 200 tysięcy mieszkańców Wilna jedynie 30–40 tys. osób otrzymało obywatelstwo. W maju 1940 roku na Wileńszczyźnie przebywało 97 893 „cudzoziemców”, z czego w Wilnie 87 616. Osoby, którym udało się utrzymać obywatelstwo, zmuszane były do wskazania litewskiej narodowości w paszporcie, a także do lituanizacji swojego imienia i nazwiska. Rząd litewski usiłował również usunąć „cudzoziemców” i uchodźców z miasta i do końca okupacji udało się mu usunąć 5220 osoby, w tym 1975 Polaków i 3425 Żydów.

### Zamknięcie organizacji nielitewskich
Władze litewskie szybko zaczęły przyśpieszoną lituanizację życia publicznego, z represjami i szykanami wobec Polaków, w ramach których zastępowano nazwy ulic, szyldy, reklamy i programy szkolne litewskimi, usunięto polskie godła i emblematy. Na mocy decyzji władz litewskich wszystkie postanowienia i prawa polskie straciły swoją moc 27 października 1939 roku, a kraj został objęty prawem litewskim.
W praktyce oznaczało to zlikwidowanie wszelkich organizacji, które w litewskiej interpretacji działały na podstawie obcego prawa. W efekcie nielegalnymi stały się 202 organizacje polskie (w tym także Uniwersytet im. Stefana Batorego), 176 żydowskich i 4 białoruskie. Tą drogą likwidacji uległy również związki zawodowe, a na ich miejsce rząd litewski powołał, wzorowane na faszystowskich, korporacyjne izby pracy. Związki zawodowe działały od tej pory półlegalnie, lecz także i temu kres położyło prewencyjne aresztowanie przywódców związkowych tuż przez 1 maja 1940 roku.

### Lituanizacja Kościoła
Władze litewskie z niechęcią podchodziły do arcybiskupa Romualda Jałbrzykowskiego, którego oskarżano o polski nacjonalizm i polonizację Kościoła na Litwie. Władze starały się w Watykanie o usunięcie Jałbrzykowskiego z pozycji oraz włączenie Wilna do litewskiej prowincji kościelnej, starania te jednak spełzły na niczym.
Wiosną 1940 roku litewskie władze próbowały wprowadzić litewski język do kościołów, czego efektem była kolejna fala zamieszek i starć z policją. Ponadto grupy studentów litewskich wywoływały zajścia w kościołach, w których odprawiano polskie msze, zagłuszając nabożeństwo głośnym śpiewaniem pieśni religijnych po litewsku. W obronie praw polskich stanął Komitet Polski, jednak jego interwencja została zignorowana. Z inspiracji polskiego podziemia 15 maja w Wilnie odbyła się milcząca demonstracja antylitewska. Naciski litewskie doprowadziły w końcu do wprowadzenia nabożeństw w języku litewskim w ważniejszych kościołach Wilna.

### Lituanizacja urzędów
Zajścia z początkowych dni litewskiej administracji spowodowały zaostrzenie stanowiska władz litewskich, które przybrało postać decyzji o przyśpieszonej i wymuszonej lituanizacji. Jako obowiązkowy wprowadzono język litewski w urzędach i zakładach pracy. Urzędnicy nie znający języka zostali zwolnieni.
Litewskie służby podjęły również walkę z polskim podziemiem, co doprowadziło do aresztowań.
W okresie władzy litewskiej polska ludność mogła cieszyć się pewną swobodą w życiu kulturalnym, m.in. jesienią 1939 r. wznowiono wydawanie Kuriera Wileńskiego i Gazety Codziennej, a także kolportowano wydawane w Kownie Chatę Rodzinną i Dzień Polski, zaś w kinach wyświetlano polskie filmy, co spotykało się z oburzeniem litewskich środowisk nacjonalistycznych. 11 listopada miały także miejsce obchody święta niepodległości Polski, choć ich charakter był ograniczony zarządzeniami litewskich władz. W Wilnie działały również polskie teatry, w których występowali także uchodźcy z terenów okupowanych przez III Rzeszę i ZSRR, a także sprzedawano, a nawet wydawano nowe książki polskich autorów. Z drugiej strony, w lutym 1940 roku, pod pretekstem oszczędzania deficytowego papieru, zamknięto kowieńskie tygodniki Głos Młodych oraz Chata Rodzinna, a z początkiem 1940 r. prasa litewska rozpoczęła krytykę istnienia polskiego teatru, co doprowadziło do zamknięcia części z nich.

### Lituanizacja szkolnictwa
Na terenach zajętych przez Litwę znajdowało się 46 przedszkoli, 486 szkół powszechnych, 23 gimnazja, 17 liceów, 5 szkół nauczycielskich, 26 szkół zawodowych i 2 wyższe uczelnie polskie. Z powodu wojny i okupacji sowieckiej wiele szkół pozbawionych było nauczycieli, ponadto rząd litewski zdecydował o natychmiastowym zwolnieniu połowy polskiej kadry pedagogicznej. Ich miejsce zajęli Litwini, często o niskich kwalifikacjach. Przystąpiono również do stopniowego zastępowania języka polskiego przez litewski. W szkołach zmniejszono liczbę lekcji języka polskiego, wprowadzono naukę litewskiego oraz historii i geografii Litwy. W szkołach usunięto polskie symbole narodowe, zastępując je litewskimi i portretami prezydenta Smetony.
Doprowadziło to do protestu polskiej młodzieży szkolnej w dniach 3–6 grudnia 1939 roku. Efektem było usunięcie ok. 200 uczniów ze szkół i zwolnienie 11 nauczycieli. Nie przerwało to konfliktów w szkołach, które trwały właściwie do końca okupacji litewskiej.
15 grudnia 1939 doszło do likwidacji Uniwersytetu Stefana Batorego w Wilnie. Do czerwca 1940 roku zlikwidowano również większość polskich gimnazjów i progimnazjów, doszło również do zamknięcia gimnazjów działających na terenie przedwojennej Litwy. Akcję likwidacyjną lepiej przetrwały szkoły powszechne. W miejsce uniwersytetu polskiego powołano uniwersytet litewski, który rozpoczął działanie w styczniu 1940 roku, a jego rektorem został Ignas Končius. Na dwóch wydziałach, humanistycznym i prawa, które przeniesiono z uniwersytetu w Kownie, studiowało 1061 studentów. Nowa instytucja miała na celu wychowanie nowej, litewskiej inteligencji Wilna i kadr dla urzędów litewskich.

### Przenoszenie stolicy do Wilna
Według konstytucji litewskiej Wilno było stolicą od momentu utworzenia państwa, a Kowno pełniło tę funkcję jedynie tymczasowo. Po aneksji Wileńszczyzny Wilno nie objęło funkcji właściwej stolicy od razu, proces ten był realizowany stopniowo i nie został zakończony do momentu utraty niepodległości przez Litwę. Pierwszym krokiem ku temu była lituanizacja zewnętrzna miasta: usunięcie polskich szyldów, napisów, nazw miejscowych, polskich uniformów służb publicznych.
Ważnym krokiem w kierunku nadania miastu litewskiego oblicza, była zmiana nazw ulic. Początkowo planowano większość nazw po prostu przełożyć na litewski, jednak ostatecznie przeważyła opcja za zmianą nazw i patronów większości ulic. Zmieniono nazwy jednoznacznie kojarzone z Polską, tak więc ulicę Żeligowskiego przemianowaną na Kłajpedzką, Piłsudskiego na Olgierda, 3 Maja na 16 Lutego. Istotną symbolicznie zmianą było przemianowanie głównej arterii miasta, ulicy Mickiewicza, na ulicę Giedymina, a imieniem Mickiewicza nazwano jedną z ulic na Zwierzyńcu. Jedną z niewielu nazw, które pozostawiono była ulica Antoniego Wiwulskiego. Do początku maja 1940 roku zmieniono nazwy 490 ulic, nazwy pozostałych 153 ulic, 12 rynków, 13 placów, 11 cmentarzy i 5 gór zmieniono do końca okupacji litewskiej.
W mieście organizowano wiele centralnych uroczystości, które miały podkreślić stołeczny charakter miasta. 10 grudnia 1939 roku został zorganizowany w Wilnie Kongres Dowódców Związku Strzelców Litewskich, który zgromadził ok. 1000 uczestników. 1 czerwca 1940 roku w Wilnie odbył się Kongres Burmistrzów Miast Litwy, na którym podkreślono przeniesienie z Kowna na Wilno przewodnictwa miastom litewskim. W dniach 29–30 czerwca 1940 roku zorganizowano w Wilnie festiwal sztuki litewskiej, który miał rozpocząć program obchodów 600. rocznicy śmierci wielkiego księcia Giedymina, założyciela Wilna.
2 czerwca 1940 doszło do zniesienia urzędu komisarza rządu litewskiego i rozpoczęto włączanie Wileńszczyzny do systemu administracji litewskiej, działania te przerwała jednak aneksja Litwy przez Związek Sowiecki.

## Polski ruch oporu
Społeczeństwo polskie starało się przeciwstawić represyjnym działaniom rządu litewskiego. Półoficjalną reprezentacją społeczeństwa polskiego stał się Komitet Polski, na którego czele stanął Bolesław Krzyżanowski. Komitet prowadził działalność jawną. Miał on jednak ograniczone pole działania, jego działalność sprowadzała się zasadniczo w wysyłaniu rezolucji i protestów do litewskich władz lokalnych i centralnych, które jednak były w dużej mierze ignorowane. W Komitecie Polskim zasiadali przedstawiciel nauki i kultury, a także reprezentanci głównych partii politycznych: Maciej Dobrzański z PPS, Aleksander Zwierzyński ze Stronnictwa Narodowego oraz Witold Staniewicz reprezentujący obóz sanacyjny. 6 listopada Komitet został przyjęty przez Antanasa Merkysa.
Odpowiedzią społeczeństwa na lituanizację szkolnictwa i zamykanie polskich szkół i uczelni była organizacja tajnego nauczania. Zamknięcie 15 grudnia 1939 roku Uniwersytetu Stefana Batorego nie zakończyło jego działalności, nadal potajemnie obradował senat uniwersytetu, z rektorem Stefanem Ehrenkreutzem na czele, odbywały się wykłady i egzaminy. Na początku 1940 roku zorganizowany został Komitet Pomocy dla byłych pracowników uniwersytetu, któremu przewodził Stefan Kempisty.
Od samego początku okupacji zaczęły powstawać tajne organizacje polityczne i wojskowe. Jedną z pierwszych był Komisariat Rządu, założony w Wilnie na przełomie września i października 1939 roku, przez Rajmunda Gostkowskiego i Bronisława Świątnickiego. Była to organizacja antysanacyjna, z orientacją ludową. Wbrew nazwie, nie miała ona kontaktów z rządem na uchodźstwie, a jedynie z polskimi placówkami w Kownie i Rydze. Na czele stał nieznany dowódca o pseudonimie „Jołan” (prawdopodobnie był to Gostkowski). Wydziałem B (wywiadem) dowodził Zygmunt Sroczyński, Wydziałem Wojskowym Antoni Olechnowicz Meteor. Organizacja była rozpracowywana przez policję litewską. Liczyła ona do 400 członków.
Na bazie oddziałów stacjonujących na Wileńszczyźnie, a także tych internowanych na terenie Litwy, zaczęły powstawać konspiracyjne Koła Pułkowe. Na ich czele stanął ppłk Adam Obtułowicz „Leon”. Głównym celem Kół była organizacja pomocy i wsparcia dla żołnierzy, organizowanie dróg ucieczki na zachód oraz kontynuowanie walki o wolność Polski. Komisarzem Cywilnym przez komendancie był Józef Święcicki. Przy Kołach Pułkowych istniała też organizacja młodzieżowa, na której czele stał mjr Władysław Zarzycki Rojan.
Związek Wolnych Polaków powstał w nocy z 17 na 18 września 1939 roku na bazie przedwojennej Ligi Wolnych Polaków, jako jej zbrojne ramię; była to organizacja synarchiczna, opierająca się na doktrynie chrześcijańskiej. Na jej czele stał student Jan Kazimierz Mackiewicz, jej sympatykiem i opiekunem był ppłk Edward Perkowicz. Mackiewicz przyjął pseudonim Konrad i został komendantem grupy.
Związek Bojowników Niepodległości powstał 18 października 1939 roku, w 18. rocznicę założenia 13 Wileńskiej Drużyny Harcerskiej, jako konspiracja harcerska. Na jej czele stanął harcmistrz Józef Grzesiak Czarny.
Z Narodową Demokracją związana była Narodowa Organizacja Wojskowa, powstała po wkroczeniu do Wilna Litwinów. Komendantem NOW był Modest Gramz Maurycy. Organizacja wkrótce włączyła się w szeregi Służby Zwycięstwu Polski. Środowiska ONR-Falangi założyły Organizację Wojskową Narodu Walczącego, jeszcze we wrześniu 1939 roku, przewodził jej Antoni Rymaszewski.
Mniejszą organizacją sanacyjną był Komitet Walki o Wyzwolenie założony w końcu września 1939 roku przez mjr Władysława Kamińskiego Śliwę. Witold Staniewicz przewodził sanacyjnemu Obozowi Niepodległościowemu. Dość silną wileńską organizacją była Organizacja Polski Walczącej, zajmowała się ona propagandą, wyróżniała ją posiadana stacja radiowa, z której nadawano audycje pod nazwą Radio Wolność.
Polska Partia Socjalistyczna miała w Wilnie dwie organizacje tajne: Socjalistyczną Organizację Bojową i Organizację Socjalistyczno-Niepodległościową "Wolność". Obie podporządkowały się na początku 1940 roku SZP-ZWZ. Organizacją katolicko-socjalistyczną była Akcja Ludowa, której przewodził ks. Henryk Hlebowicz.
Największą tajną organizacją młodzieżową były Młode Orły. Organizacją kobiecą, zorganizowaną przez działaczki Polskiej Organizacji Wojskowej, dowodziła Jadwiga Łukaszewiczowa.
Na przełomie listopada i grudnia 1939 roku utworzone zostało Dowództwo Wojewódzkie Służby Zwycięstwu Polski, na której czele miał stanąć przybyły z Warszawy płk Janusz Gaładyk Strzała, został on jednak aresztowany przez policję litewską i osadzony w VI Forcie w Kownie. Dzięki mediacji ks. Kazimierza Kucharskiego, Koła Pułkowe zostały włączone do SZP, a ich dowódca ppłk. Obtułowicz został dowódcą wojewódzkim SZP w Wilnie. Obtułowicz był jednak niepopularny, jako kojarzony z sanacją, i jego miejsce zajął ppłk Nikodem Sulik. Zmiany te zostały zaakceptowane przez centralę w Warszawie.

## Aneksja Litwy przez Związek Sowiecki
W początkach czerwca ZSRR wystosowało wobec Litwy ultimatum, w którym domagało się utworzenia przyjaznego mu rządu i swobody pobytu swoich wojsk na terytorium Litwy. Litewski rząd przyjął warunki ultimatum w nocy z 14 na 15 czerwca. Jedną z ostatnich decyzji rządu Litwy przed okupacją Litwy przez ZSRR było zarządzenie z 14 czerwca 1940 r., którym minister oświaty nakazał zamknięcie na Kowieńszczyźnie dwóch z trzech polskich gimnazjów oraz likwidację wszystkich ośmiu szkół początkowych.

## Współcześnie
Określenie okresu litewskich rządów na Wileńszczyźnie w latach 1939–1940 mianem okupacji jest nieakceptowane przez państwo litewskie. Używająca tego określenia publikacja Instytutu Pamięci Narodowej Ponary – miejsce ludzkiej rzeźni autorstwa prof. Piotra Niwińskiego wywołała reakcję litewskiego MSZ, które skierowało pytanie pod adresem polskiego rządu, czy uznawanie tych wydarzeń za okupację jest oficjalnym stanowiskiem polskich władz.